# Stenolicmus sarmientoi
Stenolicmus sarmientoi är en fiskart som beskrevs av De Pinna och Starnes, 1990. Stenolicmus sarmientoi ingår i släktet Stenolicmus och familjen Trichomycteridae. Inga underarter finns listade i Catalogue of Life.